# Judit con la cabeza de Holofernes (Fede Galizia)
Judit con la cabeza de Holofernes es un óleo sobre lienzo del Renacimiento italiano realizado por Fede Galizia hacia 1590.

## Descripción
La pintura tiene unas dimensiones 82,3x66,6 cm. La firma y la fecha aparecen en la hoja de la daga con la que la heroína ha decapitado al general asirio. El lienzo destaca por sus elementos preciosistas y la recreación de detalles ornamentales como el brocado de la tela del vestido, las joyas que emplea como cinturón, el brazalete, las perlas que lleva al cuello y el adorno sobre la cabeza de Judit, que recuerda a los que aparecen en las figuras femeninas de la Casa de Austria.

## Historia
Fede Galizia realizó varias obras versiones sobre el tema de Judith con la cabeza de Holofernes. Esta versión se conserva en el museo Ringling de Sarasota, Estados Unidos. En 2023, la pintura fue incluida en la exposición Maestras del Museo Thyssen-Bornemisza dentro de la sección Sororidad I. La causa delle donne junto a las obras de varias generaciones artistas como Lavinia Fontana, Artemisia Gentileschi y Elisabetta Sirani que, apoyadas por mecenas, representaron en sus pinturas figuras mitológicas, personajes históricos y heroínas bíblicas como Judit, Yael, Susana o Porcia.